# Mezihoří
Mezihoří (en allemand : Meshorsch) est une commune du district de Klatovy, dans la région de Plzeň, en République tchèque. Sa population s'élevait à 66 habitants en 2021.

## Géographie
Mezihoří se trouve à 11 km au nord-nord-ouest de Klatovy, à 30 km au sud-sud-ouest de Plzeň et à 108 km au sud-ouest de Prague.
La commune est limitée par Švihov au nord et à l'est, par Dolany au sud et par Ježovy à l'ouest.

## Histoire
La première mention écrite du village date de 1548.

## Transports
Par la route, Mezihoří se trouve à 13 km de Klatovy, à 35 km de Plzeň et à 124 km de Prague.